# Iscuandé (ort i Colombia)
Iscuandé är en ort i Colombia.   Den ligger i departementet Nariño, i den västra delen av landet, 500 km sydväst om huvudstaden Bogotá. Iscuandé ligger 5 meter över havet och antalet invånare är 4 875.
Terrängen runt Iscuandé är platt. Runt Iscuandé är det glesbefolkat, med 14 invånare per kvadratkilometer. Närmaste större samhälle är El Charco, 14,8 km väster om Iscuandé. I omgivningarna runt Iscuandé växer i huvudsak städsegrön lövskog.